# AnsaldoBreda V250
Gli AnsaldoBreda V250, classificati in Italia come ETR.700 e noti anche con il soprannome di Albatros, sono degli elettrotreni prodotti dall'AnsaldoBreda, destinati in origine ai servizi ad alta velocità "Fyra" delle ferrovie olandesi e successivamente trasformati in convogli Frecciargento prima e Frecciarossa poi per l'operatore ferroviario nazionale italiano Trenitalia.

## Storia
In previsione dell'attivazione di collegamenti internazionali ad alta velocità, agli inizi del 2004 la società olandese High Speed Alliance (nata dall'alleanza fra la compagnia ferroviaria NS e la compagnia aerea KLM) ordinò 16 elettrotreni, e successivamente la compagnia ferroviaria belga SNCB altri 3.
L'inizio del servizio era originariamente previsto per il 1º aprile 2007, ma i treni furono consegnati con forte ritardo; le prove iniziarono nel 2008 sul circuito di Velim, e solo nell'aprile 2009 il primo treno giunse nei Paesi Bassi. Nonostante i lunghi tempi di costruzione, vennero riscontrati gravi problemi tecnici, che richiesero il ritorno in Italia per ulteriori interventi di sistemazione.
L'esercizio regolare dei V250 iniziò con il cambio d'orario del 9 dicembre 2012, ma quasi subito si verificarono problemi tecnici causati probabilmente dalla neve e dal ghiaccio, che portarono alla sospensione del servizio dal 17 gennaio 2013.
Nei mesi successivi, le due società ferroviarie costituirono una commissione che ipotizzò gravi deficienze costruttive e preoccupanti fenomeni di corrosione dei materiali; pertanto la SNCB decise di risolvere il contratto e richiedere un risarcimento, mentre il governo olandese nominò una commissione d'inchiesta.
AnsaldoBreda, con un comunicato ufficiale del 4 giugno 2013 pubblicato dalla stampa specializzata, respinse le accuse, comunicando di volere agire per vie legali. In particolare il costruttore contestò come il convoglio fosse stato certificato come "acceptable" da parte di NS e di enti terzi tra cui il Lloyds register, Belgorail e le agenzie per la sicurezza ferroviaria olandese e belga. Lo stesso costruttore puntualizzò anche che l'inconveniente del 17 gennaio era stato causato dall'inosservanza delle prescrizioni di condotta emanate dal costruttore per la circolazione in caso di condizioni meteorologiche avverse.
La scatola nera del Fyra aveva registrato infatti che il sistema di sicurezza durante la corsa aveva imposto tre frenature d'emergenza, ignorate però totalmente dal macchinista, che aveva continuato a spingere il veicolo fino a 250 km/h.

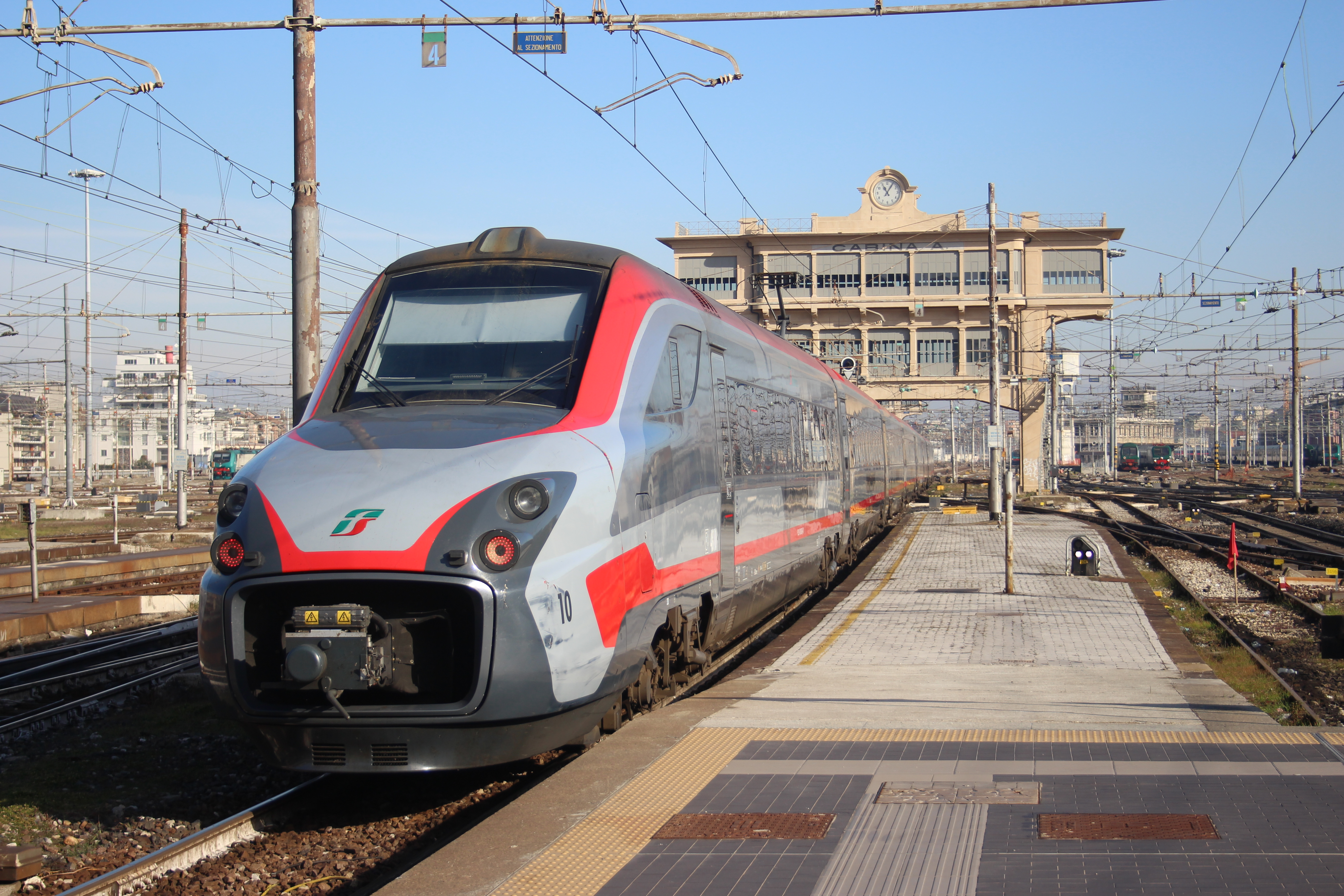
ETR.700 in servizio Frecciargento a Milano Centrale

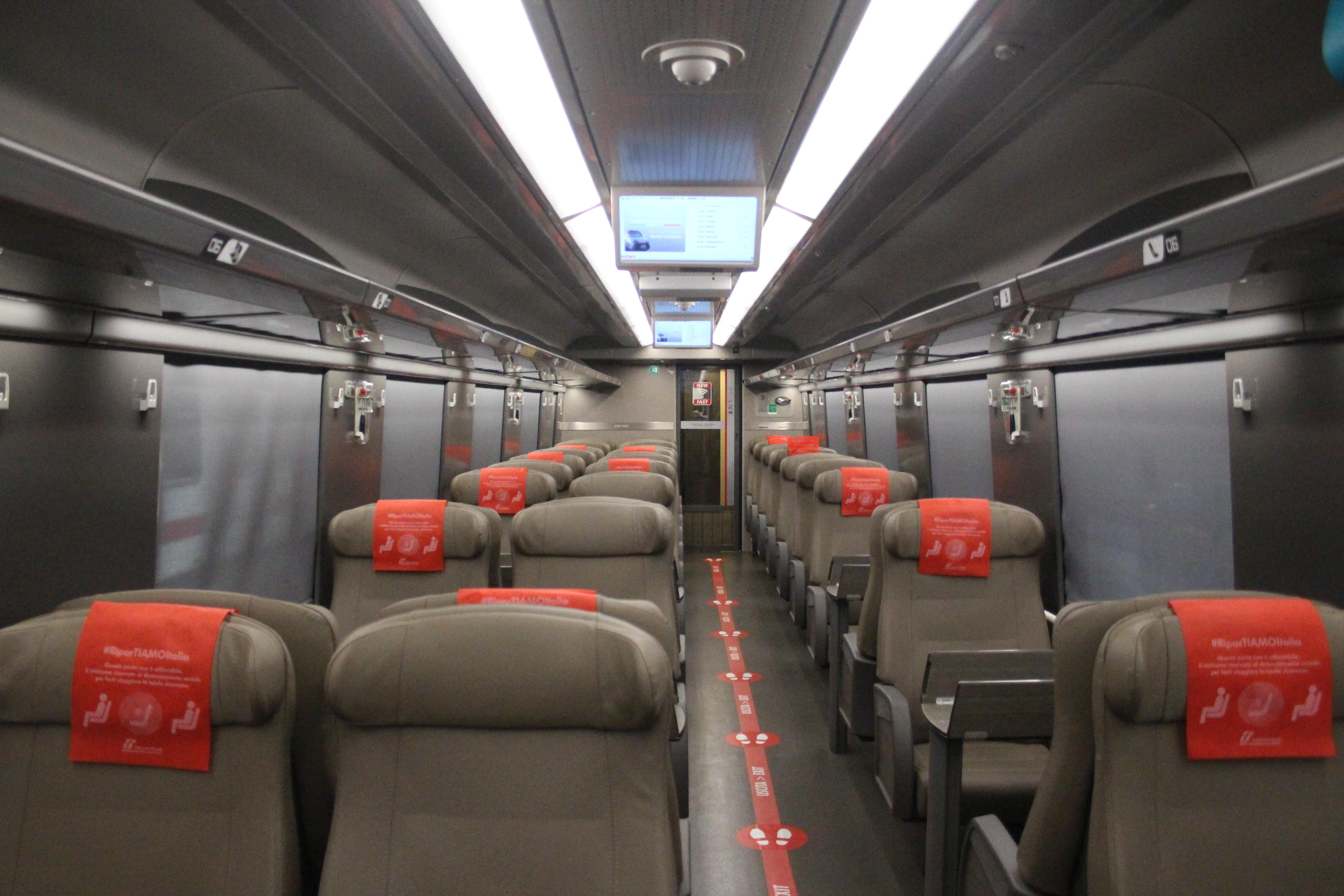
Interni livello Business ETR.700

A settembre 2013 un altro rapporto, redatto dall'agenzia indipendente Mott MacMedonald, commissionato dai clienti stessi, afferma che il V250 è conforme alle specifiche tecniche richieste da NS e che i problemi tecnici riscontrati non sono di grossa entità, tanto che il treno in 17 mesi sarebbe in grado di passare da qualità "acceptable" a qualità "good".
NS si mostra però di ostacolo nella ricostruzione degli eventi, rifiutandosi infatti di fornire in un primo momento il report al costruttore e chiedendo al giudice che i dati delle rilevazioni da esso effettuate non entrino a far parte degli atti del processo.
Inizia così a farsi strada l'ipotesi tra l'opinione pubblica, anche locale, che non avere i treni ad alta velocità sia una scelta totalmente discrezionale voluta dalla stessa NS e non una misura correttiva ad un evento di forza maggiore. A conferma di tale ipotesi, in seguito alla risoluzione unilaterale del contratto con AnsaldoBreda, NS ordina nuovo materiale rotabile per sostituire i V250. Si tratta però di locomotive che viaggiano ad una velocità massima di soli 160 km/h contro i 250 dei precedenti treni italiani.
Nel 2014 AnsaldoBreda ha ottenuto da NS la riconsegna dei 16 convogli ordinati (9 già in esercizio), in cambio della restituzione dei 125 milioni di euro pagati per l'acquisto: inoltre, NS avrà diritto a un ulteriore importo di 3,5 milioni di euro per ogni treno che AnsaldoBreda sarà in grado di rivendere ad altri operatori (fino a un importo massimo di 21 milioni). NS ha affermato di avere subito una perdita di 88 milioni di euro in seguito al mancato arrivo delle altre 7 macchine, a cui aggiungere circa altri 159 milioni per il fiasco del servizio Fyra, per un totale di 247 milioni nel bilancio 2013. Non essendoci prove della causalità, tuttavia, il processo viene chiuso a favore di AnsaldoBreda.
Un accordo analogo viene raggiunto con SNCB/NMBS (Ferrovie Belghe), con cui AnsaldoBreda risolve il contratto con il cliente, grazie ad un versamento di 2.5 milioni di euro che pone fine anche al procedimento legale contro la compagnia italiana.
Nel giugno 2014, i V250 sono stati impiegati in prove sulla linea ad alta velocità Torino-Milano.
Nell'agosto 2017 è stata perfezionata la cessione di 17 V250 a Trenitalia, dopo appalto a procedura negoziata senza indizione di gara che prevede altresì la manutenzione dei convogli per 5 anni, con facoltà di proroga di ulteriori 5 anni da parte di Trenitalia. Tali treni, rinominati ETR.700, vengono inseriti, nel corso del 2019, nel parco rotabili dei Frecciargento.
Dal 9 giugno 2019 i treni iniziano ad effettuare servizio con due coppie tra Ancona e Milano.

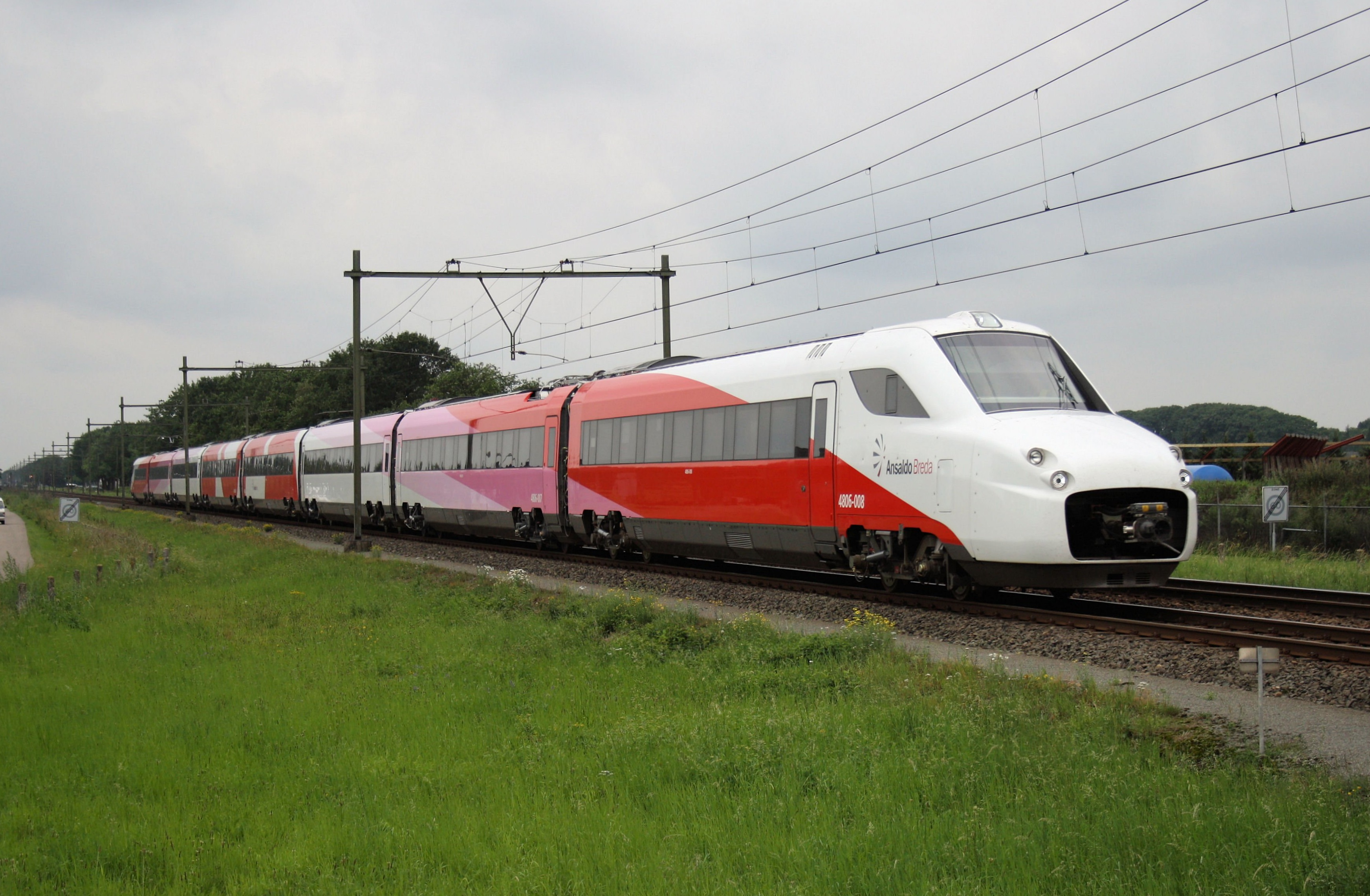
Ex Fyra in prova presso Deurne

Il 22 giugno 2019 gli ETR.700 vengono inseriti anche su due collegamenti tra Milano e Pescara, che hanno inizio il 28 ed il 29 luglio. A metà luglio 2019, viene consegnato il treno n. 15 che si differenzia dagli altri per la livrea Frecciargento modificata, con i colori invertiti rispetto ai precedenti convogli. Dal 30 settembre 2019 il servizio degli ETR.700 viene esteso anche fino a Bari e Taranto.
Dal 15 dicembre 2019 gli ETR.700 iniziano a percorrere la tratta tra Milano e Parma della linea AV/AC Milano Bologna, potendo viaggiare a 250 km/h e riducendo i tempi di viaggio. L’introduzione dei Frecciargento era parte di un più ampio piano di upgrade dei collegamenti e dei servizi fra Milano e la costa adriatica, fino al 2019 effettuati con treni Frecciabianca e tutti sostituiti progressivamente dai Frecciargento (e poi dai Frecciarossa) fino al 2022.
A partire dall'orario invernale 2021-2022 quasi tutti i servizi Frecciargento effettuati con gli ETR.700 vengono trasformati in Frecciarossa ed assegnati ai treni ETR.500; l'operazione inversa ha luogo per i collegamenti tra Milano e Venezia, alcuni dei quali prolungati da Milano verso Genova, da Verona verso Bolzano e da Venezia verso il Friuli-Venezia Giulia, che vengono degradati da Frecciarossa a Frecciargento e vedono il trasferimento su di essi degli ETR.700 (si ha quindi, sostanzialmente, uno scambio di convogli e di categorie tra la direttrice adriatica e quella trans-padana).
A partire da fine maggio 2022 gli ETR.700 sono stati ripellicolati in livrea Frecciarossa, venendo classificati in questa categoria l'11 dicembre successivo.